# Krieglach
Krieglach é um município da Áustria, situado no distrito de Bruck-Mürzzuschlag, no estado da Estíria. Tem 93,74 km² de área e sua população em 2019 foi estimada em 5.321 habitantes.